# Financiamento climático na Venezuela
O financiamento climático na Venezuela engloba os recursos direcionados à mitigação e adaptação às mudanças climáticas no país, que atualizou sua Contribuição Nacionalmente Determinada em 2021 com novas metas para a Agenda 2030.:21

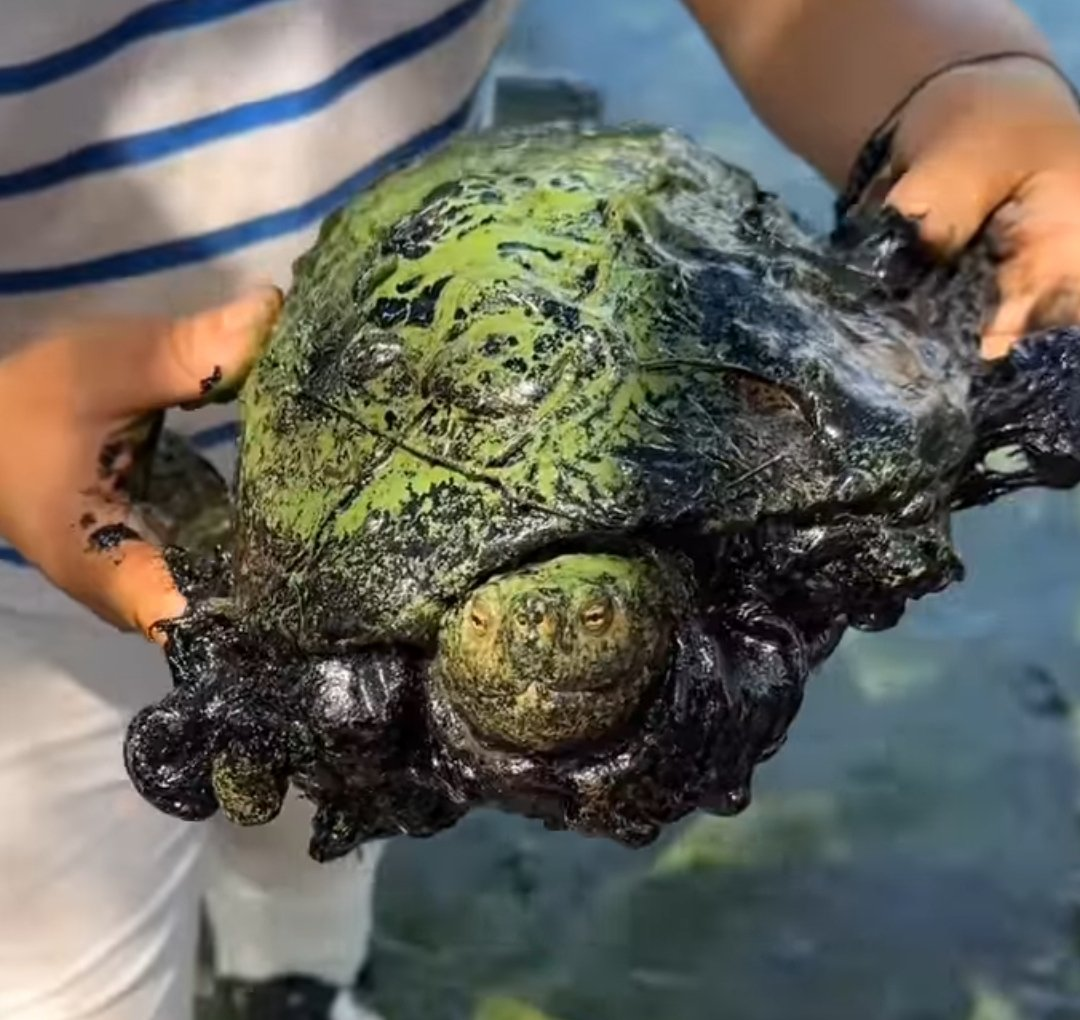
Tartaruga contaminada por derramamentos de petróleo no Lago de Maracaibo.

Entre os países com cobertura amazônica e grande biodiversidade, a vulnerabilidade venezuelana às mudanças climáticas é intensificada por ações contínuas de degradação ambiental, em especial a exploração de recursos naturais como minérios e petróleo.
Apesar de apresentar metas extensivas para enfrentar a crise climática, o país carece de financiamento para atingi-las, já que estas dependem de investimento externo, prejudicado pelo cenário político e socioeconômico da Venezuela e sanções internacionais.

## Contexto climático e vulnerabilidades

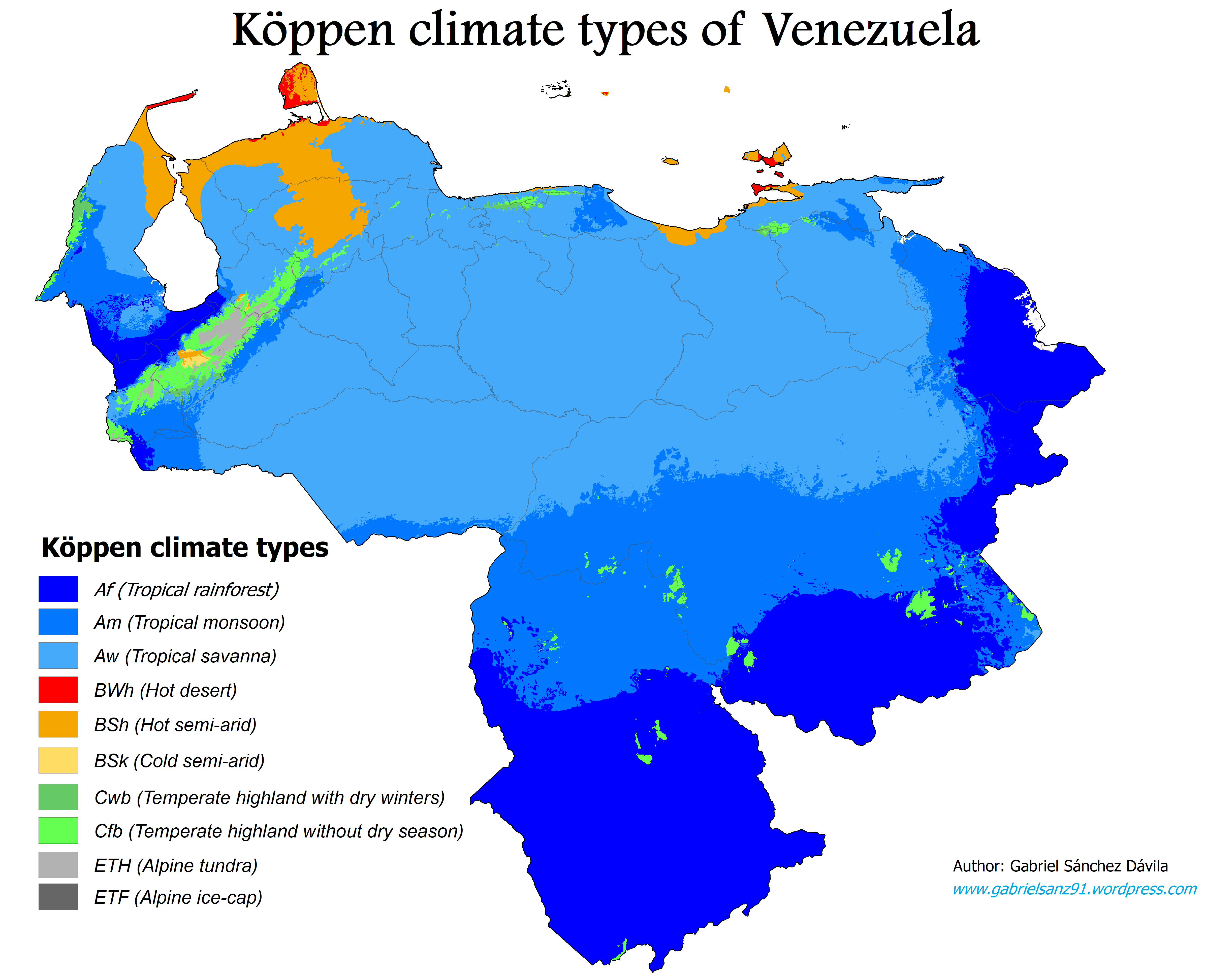
Mapa de tipos climáticos da Venezuela segundo Köppen-Geiger. Na legenda, de cima para baixo: equatorial, monção, tropical de savana, árido quente, semiárido quente, semiárido frio, oceânico subtropical de altitude, oceânico temperado, tundra alpina e glacial alpino.

Considerada um país megadiverso, a Venezuela abriga cerca de 191 espécies endêmicas de anfíbios;:25 46 de aves; 30 de mamíferos; e um total de 15.636 espécies de plantas, distribuídas em 10 biorregiões com 10 tipos climáticos e formações geológicas diferentes, como tepuis, montanhas, planícies, depressões e deltas.:14-16
O petróleo foi uma das bases da economia venezuelana, especialmente no período após a Primeira Guerra Mundial, quando o país viu o primeiro salto em suas exportações. Em 1928, o país liderava as exportações de petróleo mundialmente, posição em que permaneceu até o fim da década de 1970. Com a crise causada pela queda no preço do commodity nos anos 1980, a dívida nacional venezuelana aumentou de modo que o petróleo, que representou 90% das exportações em seu auge, não supria mais os gastos do país. Entretanto, as exportações de petróleo tiveram uma nova alta nos anos 1990 e início do século XXI, até meados da década de 2010, quando os preços do mesmo caíram novamente e a economia da Venezuela foi severamente afetada.

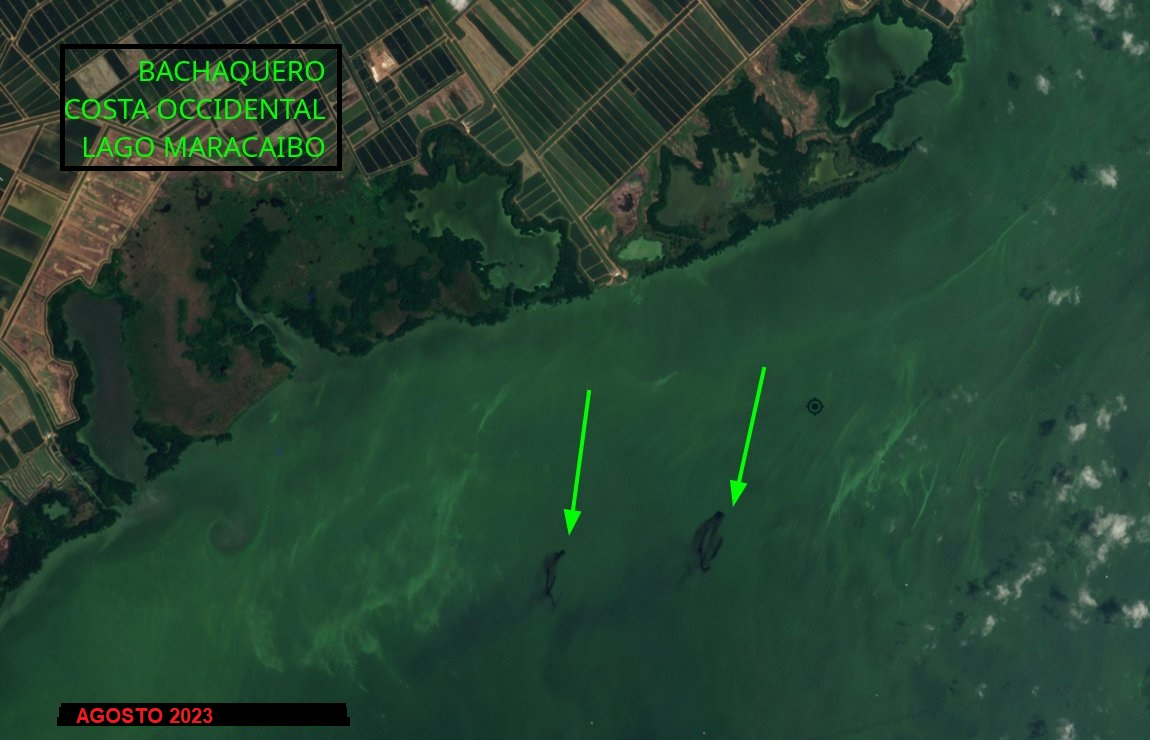
Manchas de petróleo no Lago de Maracaibo.

Explosões de gás e vazamentos de petróleo causam impactos ambientais como contaminação atmosférica e de águas, perda da biodiversidade, e, consequentemente, doenças. O Lago de Maracaibo, uma das regiões mais ricas em petróleo do mundo, é constantemente afetado por vazamentos de petróleo de suas mais de 10 mil instalações para a exploração do recurso.

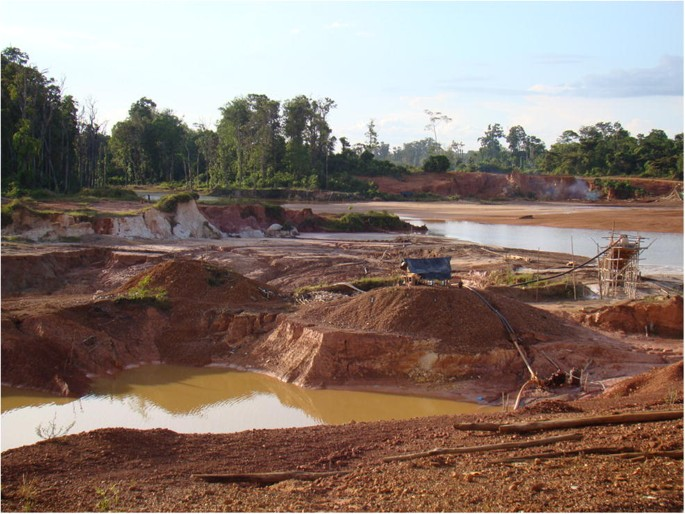
Área de exploração mineral no Arco Mineral do Orinoco, região amazônica da Venezuela.

Com 51% do território do país em região amazônica, a vegetação é ameaçada por um alto índice de desmatamento, motivado pela mineração ilegal. Em 2016, em uma tentativa de recuperar a economia do país e regulamentar o extrativismo mineral, o governo venezuelano anunciou a criação da Zona de Desenvolvimento Estratégico Nacional Arco Mineral do Orinoco. Entretanto, a região se tornou conhecida por atividades ilícitas, devastação do meio ambiente e violações aos direitos humanos.:19 A escassez de gás e eletricidade no país também serve de impulso para o desmatamento, já que a lenha passa a ser uma alternativa de fácil acesso para a população.
Essa degradação ambiental contribui para o aumento da vulnerabilidade venezuelana às mudanças climáticas. Em 2024, a última geleira da Venezuela, o Pico Humboldt, deixou de existir, tornando-a a primeira nação andina a perder todas as suas geleiras.
A frequência de enchentes no país aumentou, em comparação aos 7 eventos entre 1980 e 2000. No período de 2008 a 2024, 239.000 pessoas ficaram deslocadas por 36 eventos de alagamentos.
Fenômenos climáticos como El Niño e La Niña também têm agravado enchentes e períodos de seca no país, como na região costeira do norte, na qual se concentra a maior parte da população e a menor quantidade de água potável. Em 2022, 90,2% da população venezuelana apresentava alguma dificuldade de acesso à água potável.:8

## Marcos legais e institucionais
Apesar da participação do país na Convenção-Quadro das Nações Unidas sobre a Mudança do Clima e no Acordo de Paris, não há na Venezuela legislações que tratem especificamente da destinação de recursos financeiros para mitigação e adaptação das mudanças climáticas. As questões ambientais no país são tratadas no âmbito de leis de áreas específicas, como a Lei de Zonas Costeiras (2001) ou a Lei Orgânica do Ambiente (2006) que menciona sistemas para a prevenção de riscos climáticos em seu artigo 23.:4:159-160
Em outubro de 2024, uma parceria entre o Ministério do Poder Popular para o Ecossocialismo (principal órgão para a gestão de recursos naturais e impacto das mudanças climáticas no país), a Organização das Nações Unidas para Alimentação e Agricultura e o Fundo Verde para o Clima anunciou o desenvolvimento de um Plano Nacional de Adaptação às Mudanças Climáticas nos setores de agricultura, pesca e recursos hídricos.
O documento que aborda diretamente a crise climática e estabelece metas para a Agenda 2030 é a Contribuição Nacionalmente Determinada (CND) do país, publicada pela primeira vez em 2017 e atualizada em 2021. A CND da Venezuela também propõe a criação de uma Lei de Mudanças Climáticas.:19, 38

## Controvérsias

Mapa de tipos climáticos da Venezuela para 2071 a 2100. É possível notar que algumas regiões se tornaram desérticas.